# Wim Schermerhorn
Willem (Wim) Schermerhorn (Akersloot, 17 december 1894 – Haarlem, 10 maart 1977) was de eerste minister-president van Nederland na de Tweede Wereldoorlog. Hij maakte deel uit van het kabinet-Schermerhorn-Drees dat actief was van 1945 tot 1946.

## Geodesie
Na het behalen van het hbs-diploma aan de Rijks-hbs te Alkmaar studeerde hij aan de Technische Hogeschool Delft. In 1918 behaalde hij het diploma civiel ingenieur; hij studeerde af op dezelfde dag als Anton Mussert. Vanaf 1918 was hij als assistent in de geodesie verbonden aan de Technische Hogeschool. In 1926 volgde zijn benoeming tot hoogleraar in het landmeten, waterpassen en geodesie. Zijn speciale interesse lag op het vlak van de fotogrammetrie.
In 1948 organiseerde Schermerhorn het negende congres van de ISPRS (International Society for Photogrammetry and Remote Sensing) in Den Haag, waar werd besloten tot het opzetten van het International Training Centre for Aerial Survey (ITC), een opleidingsinstituut met een focus op ontwikkelingslanden, thans International Institute for Geo-Information Science and Earth Observation geheten. In 1950 besloot de Nederlandse overheid het ITC daadwerkelijk op te richten. Schermerhorn werd de eerste rector van het ITC in Delft (vanaf 1971 verhuisde het ITC naar Enschede). Van 1951 tot 1965 was hij directeur van het Internationaal Instituut voor Luchtkartering te Delft.

## Politiek
Schermerhorn nam resoluut stelling tegen de opkomende NSB. Schermerhorn was in juni 1935 een der oprichters van de buitenparlementaire beweging Eenheid door Democratie. In 1938 werd hij na een bestuurscrisis voorzitter op verzoek van Jan Goudriaan. Ook was hij jarenlang bestuurslid van de VPRO.
Tijdens de Tweede Wereldoorlog, van 1942 tot 1943 werd Schermerhorn geïnterneerd in het kamp Sint-Michielsgestel. Hier was hij een van de zogenaamde 'Heeren Zeventien'. Een groep van tien gegijzelden in Sint-Michielsgestel besloot tot de oprichting van de Nederlandse Volksbeweging zodra de bezetting voorbij was. Na zijn vrijlating in december 1943 dook hij onder. In 1944 ontsloeg de Duitse bezettende macht hem als hoogleraar. In de bezettingstijd was hij een verbindende figuur in de Nederlandse illegaliteit. Hij speelde een centrale rol in tal van overlegorganen, die de opbouw van de Nederlandse maatschappij na de bevrijding wilden vormgeven. Schermerhorn was de eerste voorzitter van de Nederlandse Volksbeweging. Na de oorlog nam hij kort zijn hoogleraarsstoel weer in aan de Technische Hogeschool Delft.
Van 24 juni 1945 tot 3 juli 1946 was Schermerhorn minister-president en minister van Algemene Oorlogsvoering van het Koninkrijk in het Kabinet-Schermerhorn-Drees. Al snel nadat de wederopbouw was begonnen werd Schermerhorns kabinet verrast door het uitroepen van de Republik Indonesia. Na de Kamerverkiezingen in 1946 hielden de katholieke leider Beel en partijgenoot Drees Schermerhorn buiten de formatie en het nieuwe kabinet. Vervolgens werd hij benoemd tot voorzitter van de Commissie-Generaal voor Nederlands-Indië. Deze functie oefende hij uit in 1946 en 1947.
De door Schermerhorn nagestreefde partijpolitieke vernieuwing verliep teleurstellend. De verzuilde structuren bleken hechter dan verwacht. Van 1948 tot 1951 was hij voor de Partij van de Arbeid lid van de Tweede Kamer der Staten-Generaal en van 1951 tot 1965 lid van de Eerste Kamer. Deze functies vervulde hij als deeltijdbanen.

## Persoonlijk
De broer van Schermerhorn, Dirk Schermerhorn, was ingenieur in de Sovjet-Unie en werd tijdens een stalinistische zuivering in 1937 in Moskou geëxecuteerd. Zijn zus Neeltje Schermerhorn (1908-1965) trouwde in 1939 met de theoloog Johannes Marie de Jong (1911-1968), conrector, later rector van het Theologisch Seminarium van de Nederlands Hervormde Kerk te Driebergen (1955-1968).
Schemerhorn zelf trouwde in 1919 met Barbara Rook, met wie hij 58 jaar getrouwd zou zijn. Rook was streng christelijk opgevoed maar zou al snel overstappen naar het Remonstrantse Broederschap, waar Schemerhorn sinds zijn studie al lid van was. Zij kregen vier kinderen, Teun, Lina, Bob en Dirk. Schemerhorn zou het overlijden van zijn zoon Teun in 1970 meemaken. Schemerhorn en Rook woonden vanaf 1956 in het penthouse van het ITC gebouw in Delft. Hij overleed in 1977 op 82-jarige leeftijd. Rook zou vrijwel alle stukken in hun persoonlijk archief na zijn overlijden vernietigen.

## Eerbewijzen
Schermerhorn ontving een eredoctoraat van de Universiteit Gent in 1946, van de Technische Hogeschool te Zürich in 1963, van het Politecnicum te Milaan in 1964, van de Universiteit van Glasgow in 1965 en van de Technische Hogeschool te Hannover in 1965. Hij was al in 1933 benoemd tot ridder in de Orde van de Nederlandse Leeuw; veel later werd hij Grootofficier in de Orde van Oranje-Nassau.
In 2017 werd ir. Schermerhorn geselecteerd voor de Alumni Walk of Fame ter gelegenheid van het 175-jarig bestaan van de TU Delft. Schermerhorn kreeg dit eerbetoon omdat hij de eerste minister-president van Nederland was na de Tweede Wereldoorlog en oprichter van het International Training Center for Aerial Survey.

## Biografie
- Herman Langeveld, De man die in de put sprong: Willem Schermerhorn 1894-1977, 2014, Uitgeverij Boom, ISBN 9789089532770

Schimmelpenninck ·
De Kempenaer ·
Thorbecke ·
Van Hall ·
Van der Brugghen ·
Rochussen ·
Van Zuylen van Nijevelt ·
Van Heemstra ·
Fransen van de Putte ·
Van Zuylen van Nijevelt ·
Van Bosse ·
De Vries ·
J. Heemskerk ·
Kappeyne van de Coppello ·
Van Lynden van Sandenburg ·
Mackay ·
Van Tienhoven ·
Roëll ·
Pierson ·
Kuyper ·
De Meester ·
T. Heemskerk ·
Cort van der Linden ·
Ruijs de Beerenbrouck ·
Colijn ·
De Geer ·
Gerbrandy ·
Schermerhorn ·
Beel ·
Drees ·
De Quay ·
Marijnen ·
Cals ·
Zijlstra ·
De Jong ·
Biesheuvel ·
Den Uyl ·
Van Agt ·
Lubbers ·
Kok ·
Balkenende ·
Rutte ·
Schoof
- Bibliothèque nationale de France: cb12818134j (data)
- Biografisch Portaal: 35372886
- CiNii: DA03366224
- Digitale Bibliotheek voor de Nederlandse Letteren: sche115
- Gemeinsame Normdatei: 1020885130
- International Standard Name Identifier: 0000 0000 8299 3456
- Library of Congress Control Number: nr99038667
- National Archives and Records Administration: 76060346
- Nationale Bibliotheek van Israël: 987011910572505171
- Nederlandse Thesaurus van Auteursnamen: 069382948
- Parlement.com: vg09ll76xvz4
- Système universitaire de documentation: 164673490
- Virtual International Authority File: 110384864
- WorldCat: E39PBJx8FRQ6CDBDRmJHkwxv73